# Terfens
Terfens est une commune autrichienne du district de Schwaz dans le Tyrol.